# Loudetia coarctata
Loudetia coarctata är en gräsart som först beskrevs av Aimée Antoinette Camus, och fick sitt nu gällande namn av Charles Edward Hubbard. Loudetia coarctata ingår i släktet Loudetia och familjen gräs. Inga underarter finns listade i Catalogue of Life.